# Попов, Дмитрий Иванович (эсер)
Дми́трий Ива́нович Попо́в (1892 — май 1921) — балтийский матрос, начальник боевого отряда ВЧК, активный участник восстания левых эсеров в Москве в 1918 году, один из главных руководителей Повстанческой армии Махно.

## Биография
Дмитрий Попов — выходец из крестьян д. Кононово Троицкой волости Клинского уезда Московской губернии. После окончания школы в 14 лет работал на фабриках и заводах в Москве. 
В 1914 году был призван на действительную службу в Балтийский флот. С 1917 года стал членом партии левых эсеров. Участник Октябрьского вооруженного восстания 1917 г. в Петрограде. Член ВЦИК. В конце 1917 — начале 1918 года сформировал в Гельсингфорсе Красно-Советский Финляндский отряд, который в марте 1918 по приказу Высшего Военного Совета был переведен в Москву в распоряжение Моссовета, а 8 апреля 1918 передан в ведение ВЧК. В апреле 1918 назначен начальником штаба Боевого отряда при ВЧК. С апреля по июль 1918 — член ВЧК, член Коллегии ВЧК.

### Участие в восстании 6 июля
В конце июня 1918 г партия левых эсеров начала подготовку вооружённого восстания против Советского правительства во главе с партией большевиков. Отряд при Всероссийской чрезвычайной комиссии, которым командовал левый эсер Попов, приводилась им в боевую готовность. 30 июня Попов потребовал снабжения довольствием отряда, указав также численность его в 1 000 человек, тогда как на самом деле там было только 600. 2 июля он же срочно затребовал санитарные носилки, лубки и ряд медицинских принадлежностей в большом количестве, очевидно, предвидя возможность боевых «операций».
Был изменён и кадровый состав отряда ВЧК. В штаб Попова не допускались даже более революционно настроенные эсеры. Все большевистские элементы из отряда удалялись. Большая часть красноармейцев-финнов, составлявших ранее основу отряда, ушла на чехословацкий фронт; многих из оставшихся выгнал Попов. К отряду присоединилась группа приехавших в Москву черноморских матросов, а также бывшие разоруженные анархисты. За 2-3 дня до роковой субботы Попов держал свой отряд в полной боевой готовности, нервируя всех «данными» своей разведки, что немецкие контрреволюционеры собираются разоружить отряд и арестовать самого Попова. В ночь с пятницы на субботу Попов забил особенную тревогу, что якобы нападение готовится в эту ночь. Накануне выступления Попов лично вёл антисоветскую агитацию в отряде.
6-7 июля 1918 Попов принимал активное участие в мятеже левых эсеров в Москве.
Так, после совершения теракта против немецкого посла Мирбаха и бегства из посольства раненый эсер Яков Блюмкин укрывается в штабе отряда Попова в Покровских казармах. В самом начале восстания в штабе Попова были арестованы председатель Всероссийской чрезвычайной комиссии Ф. Дзержинский, приехавший в штаб для выяснения обстоятельств покушения на Мирбаха. На место арестованного Дзержинского был назначен тов. Лацис, однако последний успел только отдать ряд распоряжений, как также был арестован в самом помещении Всероссийской чрезвычайной комиссии, где караул состоял из поповцев. Кроме того, бойцы отряда Попова проводили аресты членов большевистской партии в Москве. Матросами из отряда были заняты типография в Ваганьковском (Малом Трехгорном) переулке, почтамт и телеграф.
Уполномоченный Военного контроля, арестованный поповцами, показал, между прочим, следующее: «Попов был выпивши, и кроме него еще несколько человек, которых я не знал, были тоже заметно выпивши. Попов и другие руководители старались громко при своих солдатах говорить, что много новых частей примкнули к ним, что телеграф занят, и по всей России отправлены уже инструкции. Какой-то отряд был приведен в штаб Попова под угрозой расстрела, если они не примкнут к поповцам».

Кауров С. И., слесарь, работавший при штабе Попова: «Я заметил пьянство среди членов штаба, я слышал речь Попова. Он утверждал, что Ленин и Троцкий распродали Россию и теперь отправляют в Германию мануфактуру, хлеб. Большевики продали Черноморский флот и т. д. Меня отправили в подвал. Охрана в моем присутствии распивала водку».

Швехгемер В. И., председатель полкового комитета 1-го Латышского стрелкового полка, был арестован и доставлен в штаб Попова, где Попов говорил, что по постановлению ЦК партии эсеров убит германский посол Мирбах и мы требуем немедленного выступления против германцев. «Мы не против Советской власти, но такой, как теперь, не хотим,— говорил Попов.— Теперешняя власть — соглашательская шайка во главе с Троцким и Лениным, которые довели народ до гибели и почти ежедневно производят расстрелы и аресты рабочих. Если теперешняя власть не способна, то мы сделаем, что можно будет выступить против германца». Далее указывает Попов, что все воинские части на стороне эсеров. Только латыши не сдаются. «В крайнем случае,— говорил Попов,— мы сметем артиллерийским огнём Кремль с лица земли».
Попов отдал приказ своему отряду занять обширный район Москвы между Курским вокзалом и Варварской площадью (ныне Славянская площадь). Отряд Попова занял фронт от Чистых прудов до Яузского бульвара. После перехода в наступление верных Советской власти частей отряды левых эсеров постепенно стали отходить к Трехсвятительскому переулку, где были сгруппированы главные их силы. Большевиками решено было подвести артиллерию на руках на самое близкое и возможное для стрельбы расстояние и раздавить мятежников артиллерийским огнём. Эта задача была возложена на 1-ю латышскую батарею 1-х инструкторских Советских курсов. На предложение о сдаче поповцы прислали своих парламентеров во главе с адъютантом Попова, что они не сдадутся и будут сражаться до последнего. После этого указанные батареи, подведя скрытно орудия на 200 шагов, около половины двенадцатого дня начали обстрел гранатами. Прежде всего разгромлен был штаб Попова в доме Морозова, а затем и еще 2 дома, где помещались силы постоянно квартировавшего в этих домах отряда Попова. Эти удачные действия артиллерии, разгромившей прежде всего штаб, вызвали суматоху во всем отряде и полное расстройство управления.
После того, как в штабе восставших стала очевидна бесперспективность дальнейшего сопротивления, Ю. В. Саблин и Попов руководили отступлением своих частей от помещения поповского штаба к Москве-Рогожской, а оттуда по Владимирскому шоссе, оказывая или пытаясь оказать вооруженное сопротивление советским войскам.
После подавления мятежа Д. Попов скрывался и лечился, по его позднейшим собственным признаниям, от нервного паралича. 27 ноября 1918 года на открытом судебном заседании Революционного трибунала при ВЦИК по обвинению «в контрреволюционном заговоре Центрального Комитета партии левых социалистов-революционеров против Советской власти и революции» Попов объявлен «врагом трудящихся, стоящим вне закона», и как таковой при поимке и установлении личности подлежал расстрелу.

### Участие в армии Махно и расстрел
В декабре 1918 года выехал в Харьков, где в качестве начальника «Центрального повстанческого штаба» партии левых эсеров вел работу по организации повстанческого движения против Директории УНР. В начале 1919 года под фамилией Кормилицын служил помощником командира (Ю. В. Саблина) 11-го Украинского советского полка. Будучи узнанным под Бахмутом и не желая подвергаться возможному преследованию, выехал в Харьков, а оттуда на съезд партии ЛСР в Киев. После захвата города белыми в конце августа 1919 выехал в Екатеринослав. Осенью 1919 года в Новомосковском уезде Екатеринославской губ. сформировал повстанческий отряд, с которым присоединился к махновцам. Участник махновского движения с ноября 1919 года. Последовательно командовал 2-м Сулинским, 24-м Терновским и 3-м Екатеринославским повстанческими полками. Некоторое время оказывал большое влияние на Махно. 
С января по март 1920 года, будучи больным сыпным тифом, скрывался от преследований в одном из сел в районе Гуляйполя. С конца марта 1920 года снова в отряде Махно, вел агитацию среди населения и занимался культурно-просветительной работой. Тогда же объявил себя анархистом-коммунистом. В конце мая 1920 года избран членом Совета революционных повстанцев Украины (махновцев), с июня 1920 года — секретарь Совета. 29—30 сентября 1920 года от имени Совета революционных повстанцев Украины (махновцев) вел по телеграфу переговоры с представителями советской власти на Украине о прекращении военных действий и заключении соглашения для совместной борьбы с Врангелем. 10 октября 1920 года вместе с В. Куриленко подписал в Харькове условия предварительного военно-политического соглашения между правительством УССР и Революционной повстанческой армией Украины (махновцев). Будучи представителем махновцев при Южном фронте, вёл себя вызывающе, открыто выступал против Советской власти, устанавливал контакты с уголовными элементами и организовывал на квартире представительства чуть ли не ежедневные пьянки. Своим поведением вызвал крайне резкое недовольство Н. И. Махно, который в одном из писем писал ему: «… возложенная на вас работа политического и военного представительства является крайне ответственной, и вы, будучи в Харькове, должны отдать ей все время, стараясь принести максимум пользы нашему движению со всех его сторон: военной, политической и культурно-просветительной. Совершенно недопустимо вторично слышать о вашем нерадивом отношении к делу, порученном вам армией. Я надеюсь, что следующие сообщения о вашей работе будут иные, более отрадные для всех нас. Помните правило — делу время, потехе час».
В связи с ликвидацией махновщины в ночь на 26 ноября 1920 года вместе с другими представителями Революционной повстанческой армии Украины (махновцами) при Южном фронте арестован в Харькове Центральным управлением чрезвычайных комиссий Украины и в соответствии с указанием Ф. Э. Дзержинского направлен в Москву в ВЧК. Расстрелян после 28 февраля 1921 года, но не позднее 18 мая 1921 года по приговору ВЧК.

## Кинообраз
Дмитрий Попов появляется в сериале «Маршал революции» (1978), а также в фильме «Шестое июля» (1968) — актёр Александр Январёв.